# Martin Burkhardt (Politiker)
Martin Burkhardt (* 21. Februar 1898 in Seeligstadt; † 30. August 1977) war ein deutscher Lokalpolitiker und Heimatforscher.

## Leben und Werk
Der Sohn eines Kleinbauern aus Seeligstadt wurde 1917 Mitglied der USPD. Im darauffolgenden Jahr wurde er Mitglied des Soldatenrates und beteiligte sich agitatorisch in den Kreisen Pirna, Kamenz, Bautzen und in der sächsischen Landeshauptstadt Dresden.
In der Zeit des Nationalsozialismus wurde er mehrfach verhaftet. 1945 trat er der KPD und nach der Zwangsvereinigung von SPD und KPD 1946 der SED bei. Er wurde zum Bürgermeister von Seeligstadt gewählt und gehörte bis 1953 dem Kreistag Pirna an. Danach wechselte er in den Kreistag Bischofswerda. 1963 trat er in den Ruhestand. 1968 publizierte er im Auftrag der Kommission zur Erforschung der Geschichte der Arbeiterbewegung in der SED sein Hauptwerk, den ersten Teil der mehrbändigen Geschichte der Arbeiterbewegung im Kreis Bischofswerda. Der zweite Teil wurde nicht gedruckt, sondern nur als Manuskript fertiggestellt.

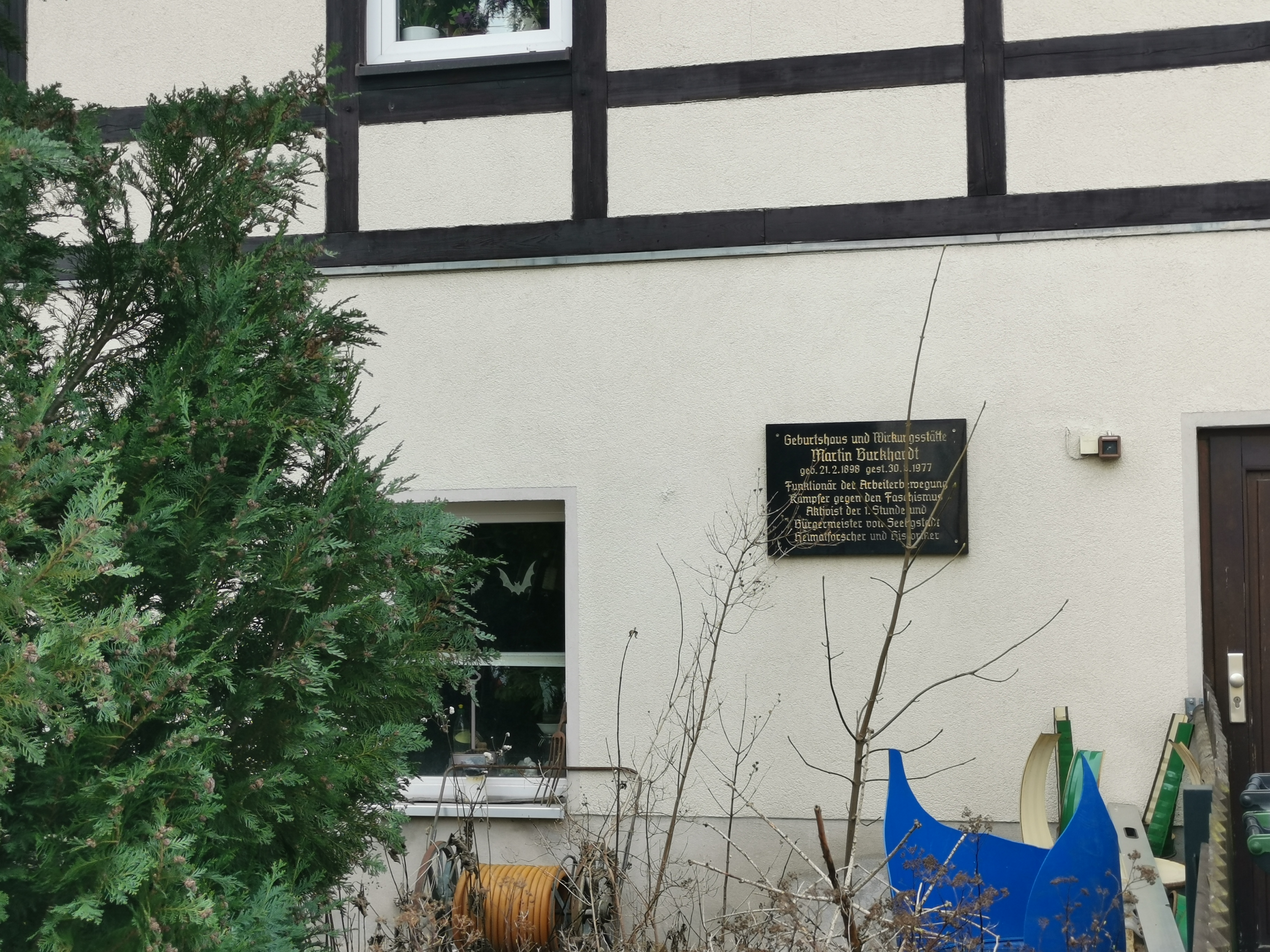
Gedenktafel an Burkhardts Wohnhaus in Seeligstadt

## Ehrungen
- 1958 Medaille für Kämpfer gegen den Faschismus 1933 bis 1945
- 1959 Aufbaunadel in Gold
- 1960 Verdienstmedaille der DDR
- 1965 Ehrennadel der DSF
- 1970 Ehrennadel der Nationalen Front
- 1975 Johannes-R.-Becher-Medaille
- 1976 Ehrenmedaille des Komitees der antifaschistischen Widerstandskämpfer
- 1977 Medaille für Verdienste im künstlerischen Volksschaffen der Deutschen Demokratischen Republik